# Candace Owens
Candace Owens (29. travnja 1989.) američka je politička komentatorica, aktivistkinja i autorica. Poznata je po konzervativnim stavovima i kritiziranju progresivnih pokreta poput feminizma. Aktivna je na društvenim mrežama na kojima iznosi svoje stavove i sudjeluje u raznim debatama o aktualnim političkim i društvenim temama; njezin YouTube-kanal broji preko 4 milijuna pretplatnika.

## Biografija
Candace Owens rođena je 29. travnja 1989. u gradu White Plains u saveznoj državi New York, a odrasla je u Stamfordu u Connecticutu. Studirala je novinarstvo na Sveučilištu u Rhode Islandu. Od kolovoza 2019. je u braku s Georgeom Farmerom, britanskim poduzetnikom s kojim ima četvero djece.
Od 2017. do 2019. obnašala je dužnost voditeljice komunikacija organizacije Turning Point USA, američke neprofitne udruge koja promiče konzervativne vrijednosti i politike u školama i na sveučilištima.
2020. pridružila se platformi The Daily Wire na kojoj vodi podcast Candace. Iste je godine objavila svoju prvu knjigu pod naslovom Blackout: How Black America Can Make Its Second Escape from the Democrat Plantation.

### Kontroverze
U srpnju 2025. predsjednik Francuske Emmanuel Macron i njegova supruga Brigitte Macron podnijeli su tužbu za klevetu protiv Owens, koja je na društvenim mrežama širila tvrdnje da je Brigitte Macron transrodna žena.